# Jinshi (titre académique)
Jinshi (chinois simplifié : 进士 ; chinois traditionnel : 進士 ; pinyin : jìnshì, « lettré présenté ») désigne la personne qui avait passé avec succès le diplôme le plus élevé du système des examens impériaux en Chine et il désigne aussi le titre académique de cette personne.
Ce fut le premier système formel d’examens publics dans l’histoire mondiale. L’examen se déroulait en plusieurs étapes et était conçue pour recruter l’élite intellectuelle pour des postes de haut rang dans l’administration impériale. Créé en 605, ce système se maintint durant 13 siècles jusqu’à son abolition en 1905, un peu avant la fin de l’empire. À partir des Song, l’examen final se déroula dans la capitale impériale, en présence de l’empereur.
Ce système très élaboré de sélection par le mérite fonctionnait essentiellement à l’intérieur de l’élite lettrée qui pouvaient financer des études privées très longues et onéreuses à leurs descendants. Il ne mit pas complètement fin aux anciens privilèges et passe-droits du système de patronage aristocratique (appelé « ombre de la faveur impériale » enyin 恩荫).
Les lauréats des premières places au concours de jinshi étaient très honorés, avant même d’avoir prouvé leurs compétences administratives sur le terrain. Ils recevaient immédiatement des marques de distinction visibles tels que poste prestigieux, droit de porter une robe à larges manches, érection d'arcs et de stèles en leur honneur. Leur excellence littéraire pouvait-elle garantir leur compétence pour régler une crise agricole, une mise en œuvre d’une politique fiscale ou le maintien de l’ordre social ? Toutefois un candidat capable de passer les épreuves du jinshi, montrait qu'il avait une grande capacité de travail et de la ténacité, qualités qui lui serviront ensuite dans ses hautes responsabilités.

## Histoire

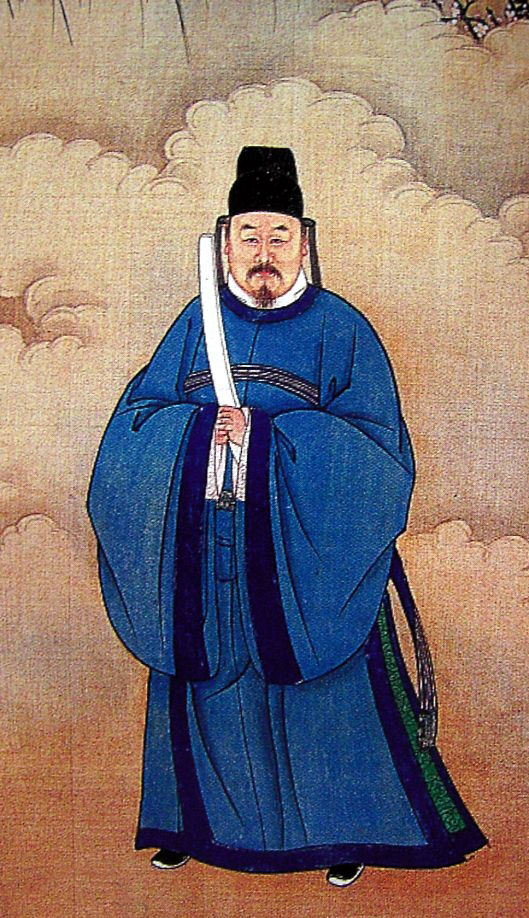
Wang Qiong 王瓊 (1459-1532) des Ming, reçut son titre de jingshi en 1484. Il pose dans sa robe à larges manches (changfu 常服), bleue, de fonctionnaire de rang moyen. La position debout, tenant des deux mains une tablette (hu 笏) évoque une attitude digne, respectueuse et empreinte de dévotion envers l’empereur.

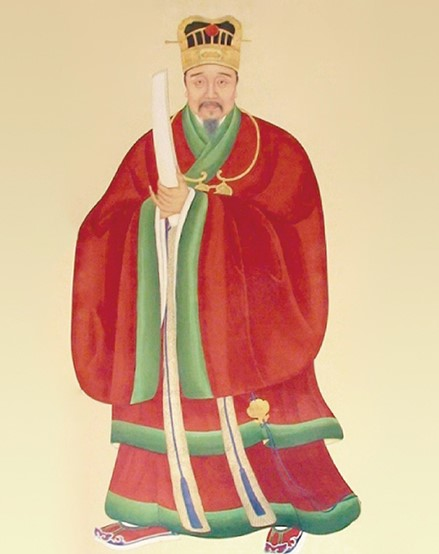
Lu Wenxu 倫文敘 (1467-1513) des Ming, major de jingshi en tenue de cour rouge de haut fonctionnaire. La tablette servait à noter les discours ou instructions impériales. Elle était à la fois un objet utilitaire et un emblème du devoir bureaucratique.

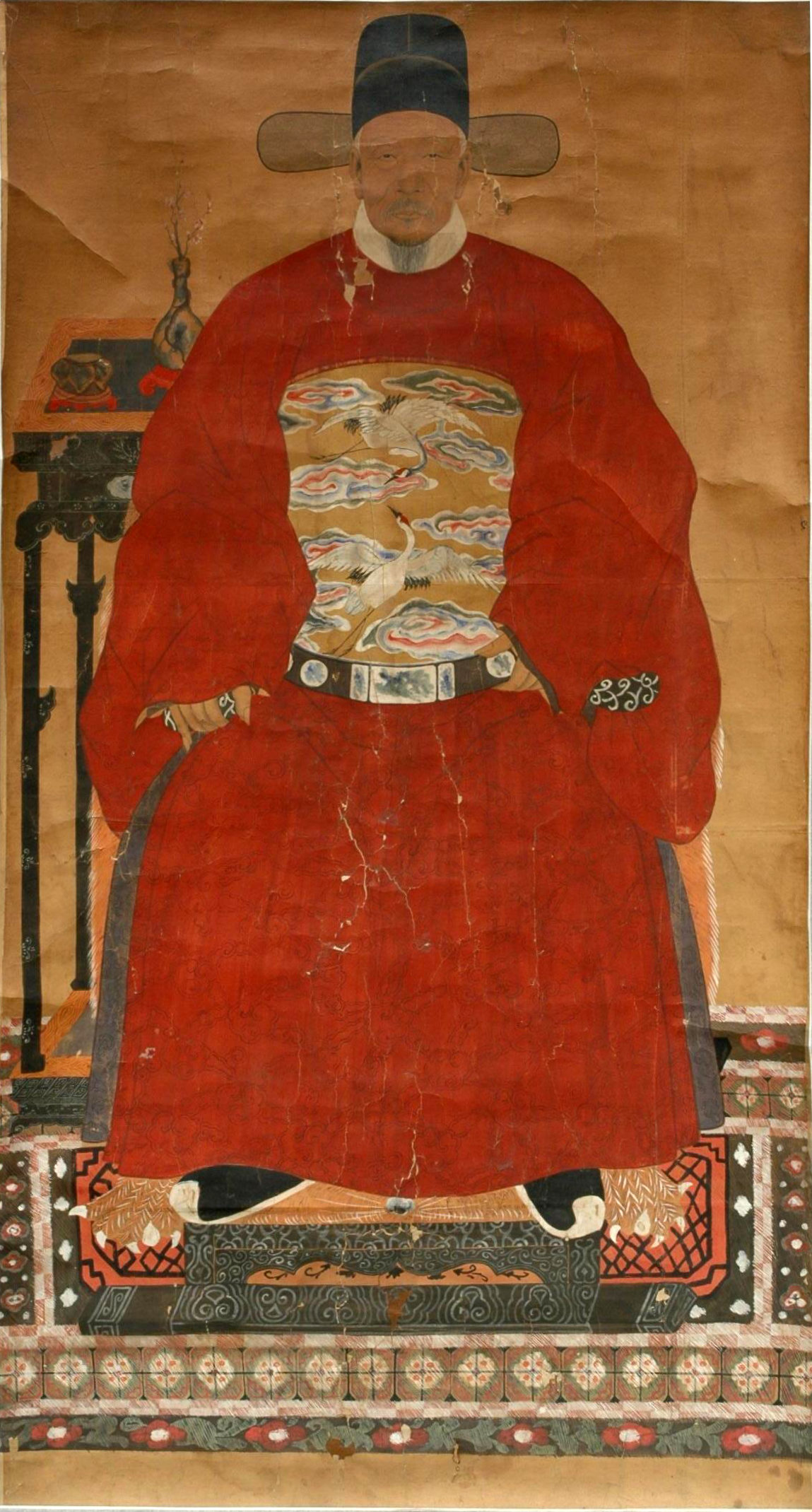
Portrait de Dong Hanru, ministre des Ming. La robe rouge ornée de la grue parmi les nuages symbolisait le statut élevé, la pureté morale et la fonction de guide du fonctionnaire civil. Les pièces carrées de tissu brodées avec des motifs d'animaux (nommées carré mandarin, buzi 补子) servaient à distinguer les rangs civils et militaires des fonctionnaires. La grue blanche était réservée au premier rang des fonctionnaires civils

En Chine le travail de fonctionnaire a toujours été très valorisé. L’éthique du confucianisme, qui a dominé la pensée politique et sociale en Chine pendant plus de deux millénaires, considérait les fonctionnaires érudits (shidafu 士大夫) comme les piliers de l’État. Plus largement, la classe des « lettrés » (shi 士) occupait le sommet de la société, au-dessus des agriculteurs, artisans, et commerçants. Un système d’examens impartial fut conçu au cours des siècles qui idéalement, devait offrir une voie à chacun pour accéder à un poste de fonctionnaire, sélectionné en principe sur son savoir et son idéal moral plutôt que son origine sociale.
Le système de recrutement dans la fonction publique par le moyen d’examen est apparu sous les Han (de -206 à +220) mais ce n’est que sous le l’empereur Sui Yangdi 隋煬帝 (569-618) en l’année 605, que se tint la première fois l’examen de jinshi (jinshi ke 進士科).
Sous les dynasties Sui 隋 (581-618) et Tang 唐 (618-907), il y avait deux types d’examens : le jinshi ke 進士科 et le mingjing ke 明經科. L'examen mingjing portait sur les classiques confucéens et les politiques contemporaines (shiwu cewen 時務策問). L’examen jinshi incluait une épreuve supplémentaire portant sur la poésie et la prose (shi fu 詩賦). Les candidats devaient maîtriser non seulement les classiques confucéens, mais aussi démontrer leurs compétences littéraires, notamment à travers leurs capacités d’analyse, de réflexion, et de composition de poèmes et de rédactions. Sous les Tang, les grandes familles aristocratiques  dominaient encore l'administration par le biais du système des recommandations héréditaires (menfa zhidu 門閥制度). Pour contrer  l'influence des clans aristocratiques qui dominaient les examens mingjing, l’impératrice Wu Zetian 武则天 (qui régna de 690 à 705), accorda une importance particulière à l'examen de jinshi pour recruter les meilleurs talents, 
Sous la dynastie Tang, l’examen pour le titre de jinshi était bien plus difficile que l’examen mingjing. Pour exalter la difficulté, une expression hyperbolique disait que réussir l’examen mingjing à trente ans signifiait qu’on était en retard, alors que réussir l’examen jinshi à cinquante ans, signifiait qu’on était précoce. Sous les Tang, chaque année, environ un à deux pour cent des candidats obtenaient un titre de jinshi sur un total de un à deux mille candidats.
Sous la dynastie Song (960-1279), tous les candidats au titre de jinshi durent passer un examen final au Palais impérial (diànshì 殿試) supervisé par l’empereur lui-même. Ce dernier décidait du classement des candidats. Alors que durant la décennie 960 chaque session annuelle des concours n’avait admis qu’une dizaine de lauréats, en 973, l’année même où l’empereur Taizu instaura l’examen de Palais (dianshi) et les cursus spécialisés (zhuke 诸科), le nombre de « docteurs » (jinshi et zhuke), dépassa pour la première fois la centaine. Il y eut plus de 300 lauréats en 975 avant que l’empereur Taizong n’ouvrit vraiment les vannes du recrutement. Avec plus de 5 000 lauréats en quinze ans, les concours sous Taizong sont restés les plus productifs de l’histoire des examens jusqu’à leur abolition en 1905.
En 1071, le réformateur Wang Anshi obtint de l’empereur Song Shenzong la décision d’éliminer progressivement les cursus spécialisés (zhuke 诸科) basés sur la seule mémorisation des textes et de faire des essais sur la « signification des Classiques » (jingyi 經義) la principale épreuve de l’examen prestigieux des « lettrés présentés » (jinshi). Avant les Song, les jinshi étaient sélectionnés par des examens provinciaux.
Sous les Song, les concours impériaux devinrent l’un des chemins privilégiés d’accès à la fonction publique. Ils étaient toutefois concurrencés par le système de patronage (Christian Lamouroux, 2022), appelé « ombre de la faveur impériale » (enyin 恩荫), qui offrait aux fonctionnaires ayant atteint un certain grade, le privilège de pouvoir favoriser des parents (fils, petits-fils, neveux) ou des clients de leur maison, en leur permettant d’entrer directement dans la fonction publique. Ce fut une voie importante d’accès à la fonction publique, utilisée particulièrement après les lourdes défaites face à la dynastie jurchen des Jin 金, dans les années 1126-1130 par des fonctionnaires militaires soucieux de faire entrer leurs protégés dans le cadre civil. Ces observations relativisent tous les discours modernes sur l’avènement d’une méritocratie. On a par exemple, calculé que parmi les enfants des Grands conseillers qui sont entrés dans la fonction publique, seuls 10 % avaient passé les examens. Il faut aussi tenir compte de deux pratiques courantes : les « titularisations du canal extérieur » (liuwai buguan 六外补官) c’est-à-dire celle des commis d’administration et l’achat des charges (jinna buguan 进纳补官).
Le système méritocratique des examens impériaux touchait essentiellement la classe des mandarins hauts fonctionnaires ; l’absence d’un enseignement publique gratuit accessible à tous, interdisait une véritable ascension sociale. Préparer les examens exigeait un investissement considérable en temps et en argent. Seules les familles les plus aisées pouvaient financer une éducation approfondie, parfois pendant des décennies, ce qui excluait la plupart des paysans et des classes les plus pauvres.
La dynastie Yuan (1279-1368), après avoir interrompu pendant 35 ans le système de recrutement par les examens impériaux, conçut un nouveau système adapté à leur mode de gouvernance multiculturel. Elle fit construire 17 centres d’examen (kechang 科場) et fixa un quota de 300 places pour l’ensemble des examens provinciaux, avec 75 personnes pour chacun des groupes sociaux suivants : les Mongols (mengguren 蒙古人), les Semuren 色目人, les Chinois du Nord (hanren 漢人) et les Chinois du Sud (nanren 南人). Bien que majoritaire, les Han n’eurent que la moitié des postes. L'examen jinshi fut conservé, et devint le niveau le plus élevé des examens impériaux. Il garda les textes confucéens dans l’interprétation néo-confucéenne de Zhu Xi et introduisit les matières pratiques : le droit (mingfa 明法), le calcul (mingsuan 明算), la médecine et les langues étrangères. Les trois niveaux du cursus traditionnel furent maintenus : les préfectures, les provinces et la capitale impériale.
Dans la culture populaire, réussir l'examen jinshi était également connu sous l'expression « être inscrit sur le tableau d'or » (Jīnbǎng tímíng 金榜题名). Après chaque session des examens impériaux, la liste des lauréats était publiquement affichée sur un tableau richement décoré à la cour impériale ou dans un espace central. La réussite au jinshi garantissait une ascension sociale ultime, non seulement pour l’individu, mais aussi pour sa famille entière. L’inscription au « tableau d’or » devenait un motif de fierté collective. La plupart des hauts fonctionnaires de l’époque des Song du Nord étaient issus des rangs des titulaires du diplôme de jinshi.
Durant les dynasties Ming (1368-1644) et Qing (1644-1912), les lauréats au jinshi étaient classés en trois classes hiérarchisées
1. Première classe (一甲 Yī jiǎ) comportait seulement trois candidats, portant les titres honorifiques de Zhuangyuan (状元) le major de la promotion, Bangyan (榜眼) le second et Tanhua (探花) le troisième.
2. Deuxième classe (二甲 Èr jiǎ) formait un groupe plus important, souvent 40 à 50 candidats sous les Qing.
3. Troisième classe (三甲 San jia) était composée de tous les autres admis, toujours désignés comme jinshi, bien qu'à un rang inférieur.

Ceux qui obtenaient les meilleures notes pouvaient espérer un emploi de choix dans la prestigieuse Académie Hanlin 翰林院 Hànlín Yuàn, où les documents d'État tels que les nouvelles lois et les décrets impériaux étaient compilés, vérifiés et modifiés. Il pouvait leur être érigé un arc commémoratif (photo ci-contre) dans leur ville natale pour célébrer leur accomplissement et glorifier leur famille, ainsi que pour inspirer les générations futures à poursuivre des études.
L'accent mis par les Tang-Song sur la prose rimée et la poésie fut brusquement interrompu lors des premiers examens provinciaux et métropolitains Ming de 1370 et 1371.
Les fils de marchands furent pour la première fois légalement autorisés à passer des examens civils. Malgré les réformes visant à renforcer la méritocratie, l'« ombre de la faveur impériale », l'enyin demeura un mécanisme parallèle, surtout dans le contexte des privilèges de la noblesse mandchoue sous les Qing.
La dynastie mandchoue des Qing adopta le système des examens publiques l’année même de sa prise de pouvoir en 1644. Les Qing, en tant que dynastie étrangère mandchoue, cherchaient à prévenir une domination disproportionnée des élites han du sud de la Chine. Un système parallèle d’examens pour les Mandchous fut instauré dans les institutions mandchoues telles que les Huit Bannières (baqi 八旗). Les Mandchous, Mongols et autres groupes des Bannières avaient un accès privilégié à certains postes militaires et civils via des concours séparés (baqi keju 八旗科举). Les épreuves s’y déroulaient en langue mandchoue.
Exemples célèbres
Meng Jiao 孟郊 (751–814), un célèbre poète Tang, vécut dans la pauvreté en raison de sa réticence à passer les examens impériaux. Selon le poète Han Yu, c’est sur l’insistance de sa mère qu’il prépara l’examen de jinshi et qu’il le réussi à l’âge de 46 ans.
Le médecin certainement le plus célèbre de Chine est Li Shizhen 李时珍 (1517-1593), réputé pour son œuvre, le Bencao gangmu 本草纲目, « La matière médicale classifiée », considérée comme le point culminant de ce qui pouvait être fait en matière de pharmacopée avec la méthode traditionnelle de compilation. Cet éminent médecin est pourtant connu pour avoir échoué à l’examen de jinshi. Sous la pression de son père il prépara les examens impériaux qui lui dit-il, garantirait la renommée de la famille. Après trois échecs à l’examen de jinshi, son père accepta qu’il renonce à une carrière dans la fonction publique.

## Formation des jinshi
Une étape essentielle de la formation passait par la mémorisation de milliers de sinogrammes de texte en chinois classique (guwen 古文), forme de la langue éloignée du chinois vernaculaire (Baihua), utilisant des milliers de formes graphiques compliquées différentes, constituant les plus petites unités de sens. Le Dictionnaire de caractères de Kangxi (Kangxi zidian, 康熙字典), compilé sous l'empereur Kangxi en 1716, recense environ 47 035 caractères chinois, certains très rares voire des hapax. Ces textes classiques se caractérisaient par une extrême concision, obtenue par de nombreuses élisions, que seule une profonde connaissance préalable du sujet traité permettait de surmonter.
La récitation parfaite des classiques confucéens était déjà un prérequis pour réussir les examens de niveau élémentaire. Selon le décompte de Ichisada Miyazaki (en), les enfants qui suivaient une formation classique de 8 à 15 ans, devaient apprendre par cœur les 431 286 caractères des textes requis. Les ouvrages obligatoires du programme de formation des hauts fonctionnaires étaient les Quatre Livres (Sishu 四书) et les Cinq Classiques (Wujing 五經), essentiels pour comprendre la morale confucéenne. Celle-ci demandait aux fonctionnaires d’être entièrement dévoués à l'empereur en tant que représentant du Tian 天, « le Ciel », garant de l'ordre cosmique. Le prestige associé à leur nomination de jinshi renforçait leur sentiment d'obligation envers l'État et l'empereur. Propulsés d’un coup en haut de l’échelle sociale ne pouvait que les conforter dans l’acceptation de la morale confucéenne basée sur l’importance de la hiérarchie et le respect des autorités. Cependant pour de nombreux jinshi issus d'élites locales, l’obligation de défendre l’intérêt général pouvait être tempéré par la tentation de défendre aussi les intérêts de leur région ou de leur famille. 

Une autre qualité requise était la maitrise de la calligraphie. La capacité à manier le pinceau avec élégance était un signe de compétence qui pouvait influencer favorablement les examinateurs. C’est pourquoi pour préserver l’anonymat des candidats fut introduit l’usage de recopier les textes des candidats par des scribes. L’idée était apparue sous les Tang (618-907) mais ne devint une pratique systématique qu’à partir de la dynastie Song (960-1279), notamment sous le règne de l'empereur Renzong 宋仁宗, (1022–1063).
Sous les dynasties Ming et Qing, un modèle d’écriture spécifique nommée baguwen 八股文, fut requis dans les examens impériaux. Les principes de ce style remontent à Wang Chongyun 王充耘, un lettré de la période Yuan, qui composa un ouvrage intitulé « Modèle des principes des classiques » (Shuyi Jingshi, 书义矜式) en utilisant des parallélismes et des structures strictes.
Le style de Wang Chongyun posa les bases du format des baguwen, qui fut codifié sous les dynasties Ming et Qing. Les baguwen étaient divisés en huit parties fixes : introduction, proposition, développement, contre-arguments, arguments principaux, conclusion, etc.

### Le cursus suivi par les candidats au titre de jinshi
Sous les Song, à partir de 1030, des ressources publiques furent mobilisées afin de développer l’enseignement des textes classiques dans les écoles préfectorales (fuxue 府学). Environ 80 % des préfectures du sud furent dotées d’une école publique. Chaque école devait être nantie en terre (xuetian 学田) pour assurer la pérennité de ses moyens matériels et elle recevait des livres édités par les préfectures afin de garantir la standardisation des textes. Le nombre de ces écoles publiques resta cependant modeste : entre 750 et 850 tout au long de la dynastie (960-1279). Il est cependant manifeste qu’elles ne purent accueillir qu’une petite minorité de candidats, la majorité fréquentant des écoles religieuses, communautaires ou familiales.
L’enseignement destiné à la préparation des examens impériaux sous les dynasties Ming 明 (1368-1644) et Qing 清 (1644-1912) était structuré de manière hiérarchique, avec des institutions éducatives spécifiques pour chaque étape. Les écoles privées (sishu 私塾) et les écoles de districts (xianxue 县学) formaient la base pour les futurs lauréats du titre de shengyuan 生员, tandis que les écoles préfectorales (fuxue 府学) et les académies privées (shuyuan 书院) préparaient les candidats aux niveaux supérieurs, comme le titre de juren 举人 puis de gongshi 贡士. Enfin, l’Académie impériale (Guozijian 国子监) jouait un rôle central dans la préparation des candidats les plus prometteurs pour les examens métropolitains et examens du palais.
Sous les Qing, l’examen « tributaire » (gongju 貢舉) était composé de trois séries d’épreuves que devaient passer les candidats,,:
1) au premier niveau, se trouvaient les écoles privées (sishu 私塾) souvent dirigées par des lettrés locaux, les écoles communautaires (yixue 义学) pour les enfants des familles pauvres, les écoles publiques de préfecture (fuxue 府学) et de départements (zhouxue 州学) principalement pour les candidats aux yuanshi 院试. Dans certaines régions, les temples bouddhistes ou taoïstes fournissaient un enseignement de base aux enfants des communautés locales dans des écoles de temple (miaoxue 庙学). Les familles aisées engageaient des précepteurs privés pour fournir un enseignement à leurs enfants à domicile (jiashu 家塾).

Les élèves du premier niveau passaient successivement les trois examens suivants
Xianshi (县试) → Fushi (府试) → Yuanshi (院试)

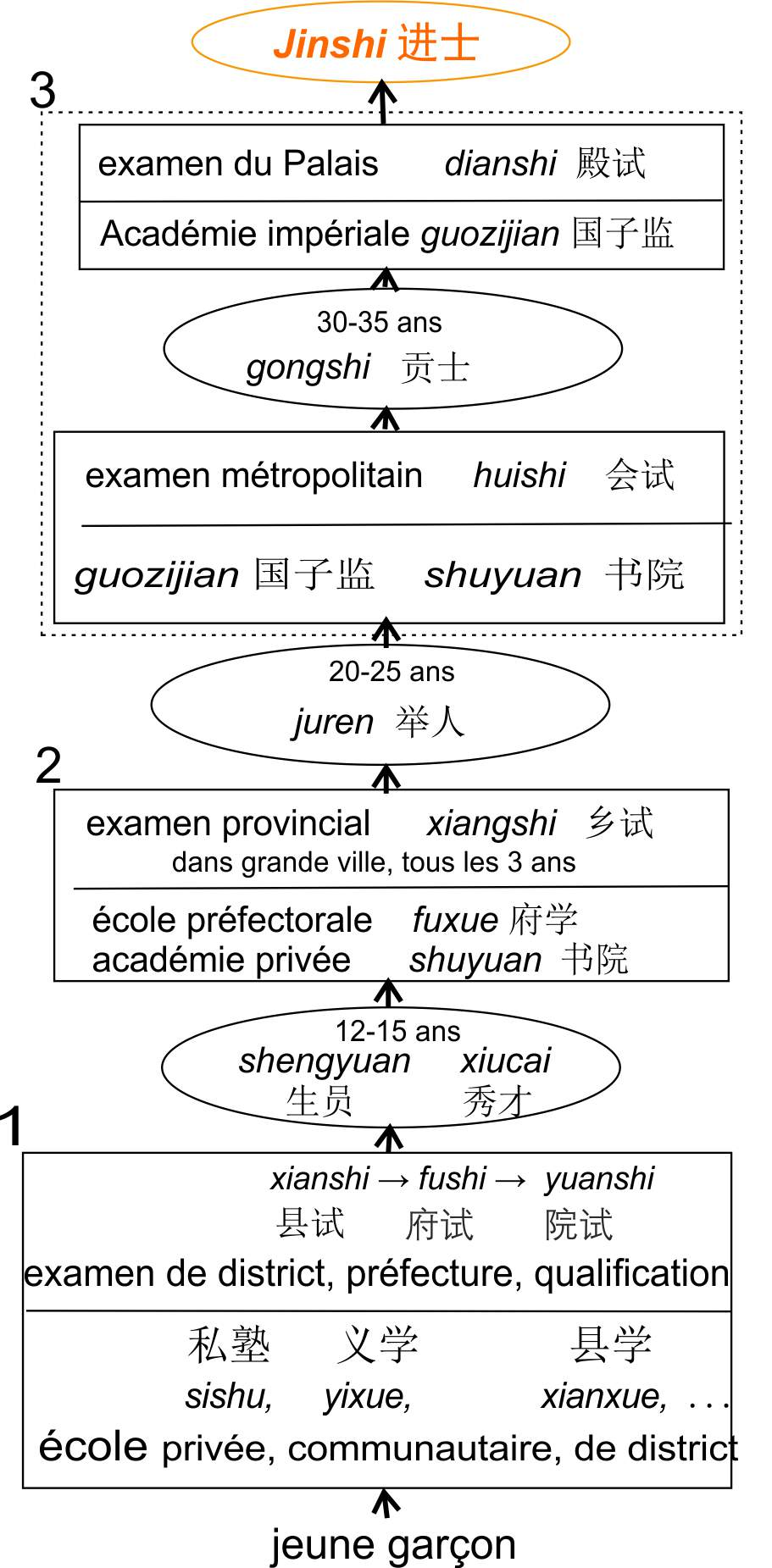
Le système des examens impériaux, keju 科举, sous les Qing

Les lauréats du yuanshi obtenaient le titre officiel de shengyuan 生员 (ou xiucai 秀才), marquant ainsi leur entrée dans la classe des lettrés. Les meilleurs candidats pouvaient être classés linsheng 廪生 et recevoir une bourse du gouvernement. Les autres étaient souvent appelés fusheng 附生 ou zengsheng 增生, en fonction de leur rang.
2) au second niveau, les étudiants ayant obtenus le titre de shengyuan, pouvaient entrer dans une école préfectorale fuxue 府学 publique (ou une académie locale shuyuan 书院) pour se préparer aux examens provinciaux, xiangshi 縣試 /乡试. La sélection s’effectuait au niveau des préfectures (xiàn 县). L’examen xiangshi avait lieu tous les 3 ans, pendant le 8e mois lunaire (soit en août ou septembre, dans le calendrier grégorien) dans les capitales provinciales dans des centres d'examen gongyuan  贡院. Certains étudiants arrivaient à réussir l’examen à l’âge de 18-20 ans mais pour la majorité c’était 20-25 ans. En cas d’échec, le candidat devait attendre une ou deux sessions ultérieures pour se représenter. 

Cet examen provincial xiangshi 乡试 connaissait une forte compétition (avec un taux de réussite de 2%), car chaque province avait droit à un quota de lauréats, appelés juren 舉人, « licenciés », qui étaient déjà considérés comme membre potentiel de la bureaucratie.
3) au troisième niveau, le recrutement s’effectuait en deux étapes dans la capitale. La formation se déroulait dans l’Académie impériale Guozijian 国子监 de Pékin (sous les Qing) directement administrée par le gouvernement central (précisément dans l'ancienne Université nationale Taixue 太学, qui sous les Tang, avait été placée sous la supervision de la Guozijian) et dans les académies privées ou semi-officielles shuyuan 书院 qui devinrent des alternatives populaires pour la préparation aux examens, car elles offraient une éducation souvent plus flexible et diversifiée. Elle se terminait par un examen métropolitain (huishi 会试), donnant le titre de gongshi 公式 que l'on pourrait traduire par « érudit recommandé aux examens impériaux ».
La seconde étape consistait en l’examen du Palais (dianshi 殿试), supervisé par l’empereur, se déroulant dans le Palais impérial. Cette épreuve n’éliminait personne mais visait seulement à classer les candidats. Les candidats répondaient à une question posée par l’empereur, souvent sur la politique ou la morale confucéenne. L’empereur choisissait les trois premiers lauréats, appelés zhuangyuan 状元, bangyan 榜眼, et tanhua 探花. Participer à l’examen du Palais était un immense honneur. Les candidats venaient des quatre coins de l’empire et représentaient l’élite intellectuelle de leur génération.
L’examen métropolitain réservé aux candidats ayant réussi le xiangshi (examen de second niveau), se tenait environ 6 mois plus tard, durant le 3e mois lunaire (souvent en février ou mars). Ainsi, l'année de l'examen métropolitain correspondait aux années suivantes du cycle sexagésimal : bœuf (niu 牛), dragon (long 龙), mouton (yang 羊), et chien (gou 狗).
Sous les dynasties Ming et Qing, chaque session de huishi permettait de sélectionner environ 200 à 300 lauréats au titre prestigieux de jinshi 进士, que l'on pourrait traduire par « docteur ès lettres impérial » ou « diplômé d'élite des examens impériaux ». La seconde étape se déroulait dans le Palais impérial en présence de l’empereur. L’examen du Palais (dianshi 殿试) visait à classer les candidats ayant réussi le huishi, en trois classes (yijia 一甲, erjia 二甲, sanjia 三甲).
Centre d’examen, gongyuan 贡院
L’examen métropolitain (huishi 会试) se déroulait dans un grand centre d'examen appelé le gongyuan 贡院, situé dans la capitale impériale Pékin, près du ministère des Rites. C’était une enceinte fortifiée comprenant des milliers de cellules individuelles (haoshe 号舍), alignées le long d’allées étroites perpendiculaires à la grande voie centrale (voir le modèle ci-contre). Elles étaient construites en dur sur le sol battu, disposaient d’un toit pour protéger les candidats des intempéries mais étaient complètement ouverte sur l’allée et laissaient la pluie entrer. Elles mesuraient environ 1 mètre de large et 1,5 mètre de profondeur et comportaient deux planches, l’une servant de banc, l’autre de siège et de lit (pour se reposer ou dormir en position de chien-de-fusil). En certains endroits, une troisième planche servait d’étagère. Elles étaient équipées d'un pot de chambre (appelé maotong, 茅桶) pour les besoins naturels. Ces conditions de vie rudes et d'hygiène rudimentaires, associées à des odeurs pestilentielles, s'ajoutaient au fort stress et aux défis que devaient surmonter les candidats pour réussir des épreuves extrêmement compétitives.
Les candidats devaient passer des épreuves, manger et dormir dans ces minuscules cabines d'examen, exiguës et spartiates, qui leur étaient allouées pendant plusieurs jours. Des fonctionnaires surveillaient les candidats depuis les allées, et des gardes contrôlaient les entrées et sorties. Les cellules étaient numérotées pour permettre un suivi précis des candidats.
Chaque candidat recevait un numéro d’identification unique à son arrivée au Gongyuan. C’était le numéro qui était inscrit sur sa cabine (haoshe 号舍), ses copies d'examen et tous les documents officiels. Les noms des candidats étaient scellés dans des enveloppes et conservés séparément jusqu’à la fin du processus de correction.
Pour que la calligraphie des copies ne soit pas reconnue par les correcteurs, après leur collecte, les copies étaient recopiées à l'encre rouge par des scribes officiels (tenglu ren 誊录人).
Au bout de la grande allée centrale se trouvaient les bâtiments officiels, comprenant les fonctionnaires chargés de l’organisation et de la surveillance et un bâtiment abritant les correcteurs, qui comme les candidats étaient confinés sur place le temps des épreuves.
La proclamation officielle des noms des lauréats, inscrits sur le tableau d’or (jīnbǎng 金榜), était un événement rituel.

### Le rôle de l’idéologie confucéenne
Les jinshi, formés dans la tradition confucéenne qui valorisait la loyauté (zhong 忠) envers l’État et l’empereur, considéraient le service public comme une vocation noble. L’éthique du ren (仁, humanité) et du yi (义, droiture) obligeait les jinshi à agir dans l’intérêt collectif, même au détriment de leurs intérêts personnels.
Les candidats n'étaient donc pas évalués sur leurs compétences administratives comme la gestion du personnel, la finance publique ou la logistique militaire, qui étaient pourtant essentiels pour les administrateurs de l’État. Les vertus morales confucéennes donnaient une garantie d’obéissance à l’empereur et assuraient une stabilité du régime.
Obtenir le titre de jinshi était un immense honneur et conférait un statut social élevé. Ce prestige s’accompagnait d’une forte pression sociale pour se montrer digne de ce titre en servant l’État avec diligence et intégrité.
Cependant, le Mouvement du 4 mai (1919) tira un bilan très négatif du système des examens. Des intellectuels, tels que Hu Shi (胡适) et Chen Duxiu (陈独秀), ont dénoncé la prééminence des valeurs confucéennes qui mettaient l’accent sur l’harmonie sociale et l’obéissance, au détriment de l’innovation, de la science et de la démocratie.

### Évaluation globale du système
Les examens impériaux conduisant au titre de jinshi (进士), bien qu’extrêmement rigoureux, mettaient en effet l’accent sur des compétences littéraires et intellectuelles, souvent au détriment des compétences pratiques et administratives. Ils reposaient principalement sur la mémorisation, l'interprétation et la rédaction en lien avec les textes classiques confucéens.
Selon I. Miyazaki, « il n’est pas niable que l’institution des examens littéraires a puissamment contribué à transformer la monarchie aristocratique médiévale en cet autocratisme bureaucratique qu’il faut bien considérer comme l’aboutissement ultime du système politique chinois, sinon comme la réalisation de sa forme ultime, et qu’en ce sens elle a eu un rôle ‘’progressiste’’ » (tiré de Pierre-Étienne Will).
Le candidat capable de passer les épreuves de jinshi, montrait qu'il avait une grande capacité de travail et de la ténacité, qualités qui lui serviront ensuite dans ses hautes responsabilités.
Le système des examens permit à l’empereur de s’entourer de fonctionnaires dévoués, ce qui facilita la centralisation du pouvoir et l’établissement d’un régime autocratique. En brisant le monopole de l’aristocratie, en centralisant le pouvoir autour de l’empereur et en uniformisant les élites bureaucratiques, ce système renforça l’autorité impériale tout en créant une administration publique relativement efficace. Toutefois, cette bureaucratisation accrue s’accompagna d’un conservatisme idéologique qui contribua à l’incapacité de l’État chinois à répondre aux défis de la modernité.